# Франсис Крик (Висконсин)
Франсис Крик (енгл. Francis Creek) град је у америчкој савезној држави Висконсин.

## Демографија
По попису из 2010. године број становника је 669, што је 12 (-1,8%) становника мање него 2000. године.
| Група             | 2000.       | 2010.       |
| Белци             | 675 (99,1%) | 652 (97,5%) |
| Афроамериканци    | 0 (0,0%)    | 1 (0,1%)    |
| Азијати           | 0 (0,0%)    | 4 (0,6%)    |
| Хиспаноамериканци | 6 (0,9%)    | 3 (0,4%)    |
| Укупно            | 681         | 669         |